# Chất (bài Tây)

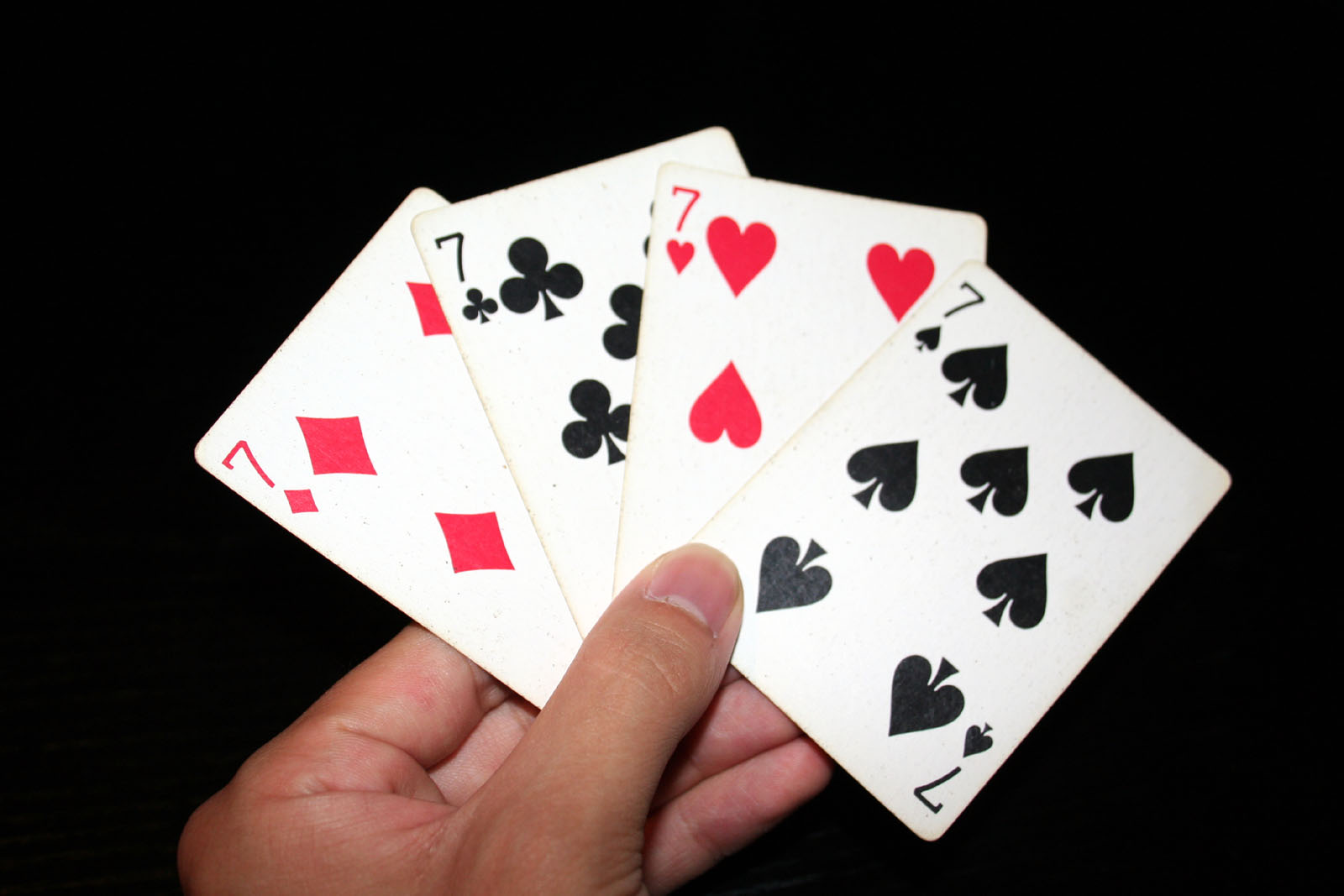
Bốn chất trong bộ bài Tây: rô, tép/nhép (♣), cơ, bích (♠)

Trong Bộ bài Tây, chất (suit) là một hạng mục để chia các lá bài, gồm có bốn loại là cơ, rô, nhép và bích.
Tuy cũng dùng bộ bài Tây nhưng trong những trò chơi khác như xập xám thì tiếng Việt có khi không dùng chữ chất mà lại gọi là nước.  

## Lịch sử
Mỗi ngôn ngữ và vùng miền có một kiểu chia chất khác nhau, theo màu sắc, tên gọi và ký hiệu.
| Chất kiểu Latinh | Chất kiểu Latinh | Chất kiểu Latinh | Chất kiểu Latinh | Chất kiểu Latinh |
| ---------------- | ---------------- | ---------------- | ---------------- | ---------------- |
| Ý                | Cups (Coppe)     | Coins (Denari)   | Clubs (Bastoni)  | Swords (Spade)   |
| Tây Ban Nha      | Cups (Copas)     | Coins (Oros)     | Clubs (Bastos)   | Swords (Espadas) |

| Kiểu German   | Kiểu German | Kiểu German          | Kiểu German               | Kiểu German          |
| ------------- | ----------- | -------------------- | ------------------------- | -------------------- |
| Đức - Thụy Sĩ | Roses       | Bells                | Acorns                    | Shields              |
| Đức           | Hearts      | Bells                | Acorns                    | Leaves               |
| Pháp          | Cơ (hearts) | Rô (tiles, diamonds) | Tép/Nhép (clovers, clubs) | Bích (pikes, spades) |